# 本庄藩
本庄藩（ほんじょうはん）は、武蔵国児玉郡本庄（現在の埼玉県本庄市）に存在した藩。居城は本庄城。

## 藩史
天正18年（1590年）5月、小田原征伐で後北条氏や本庄氏が降伏した後、武蔵国江戸に徳川家康が入城し、同年9月、その家臣である小笠原信嶺が児玉郡の北部国境沿いに位置する本庄に1万石で入部した。信嶺は甲斐武田氏の家臣であったが織田信長の甲州征伐で寝返り、本能寺の変による信長の横死を経て、家康の家臣となっていた。こうして信嶺が本庄城の新城主として当地を治めたが、入城してから8年目の慶長3年（1598年）に死去し、その家督を継いだ小笠原信之が本庄藩初代藩主となり、後期本庄城の2代城主となった。信之は徳川四天王の筆頭・酒井忠次の三男であり、家康の命によって信嶺の養嗣子となっていた。慶長17年（1612年）、信之は下総国古河藩2万石に加増移封され、本庄藩は廃藩となり、本庄城も廃城となった。残された城下町は、中山道の宿場町として大きく利用されることとなった。

## 歴代藩主
小笠原家
1万石、譜代
1. 小笠原信嶺（のぶみね）
2. 小笠原信之（のぶゆき）